# شورلت ۲۱۰
شورلت ۲۱۰ (Chevrolet ۲۱۰) خودرویی است که در سال‌های ۱۹۵۳ تا ۱۹۵۷تولید شده‌است.
طراحی آن موتور جلو-محور عقب بوده است. 

## نگارخانه

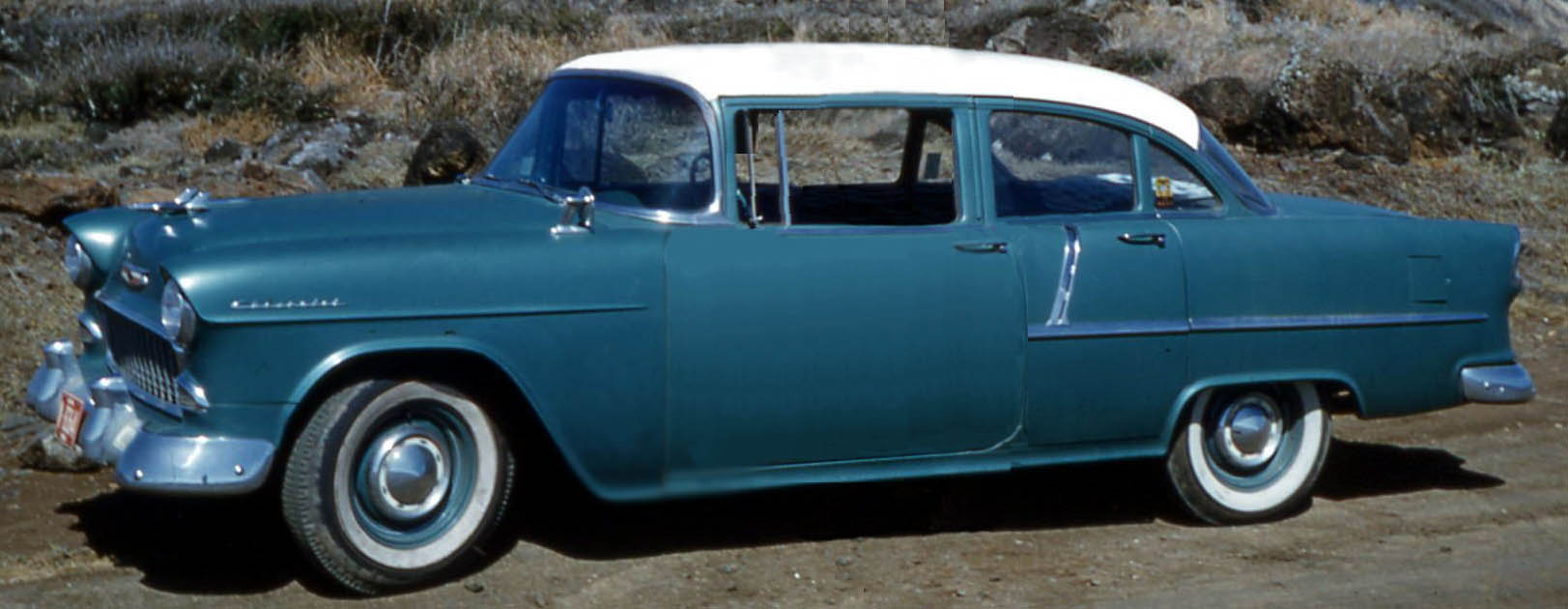
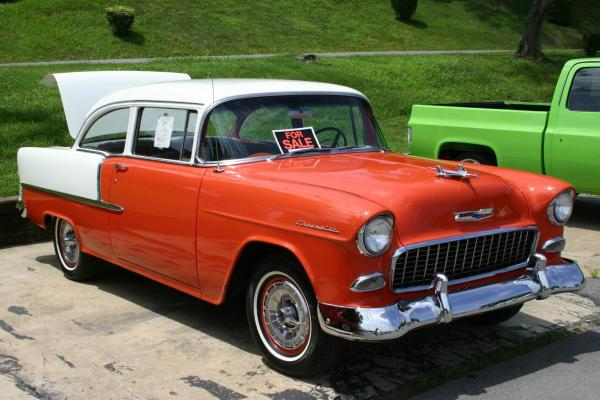
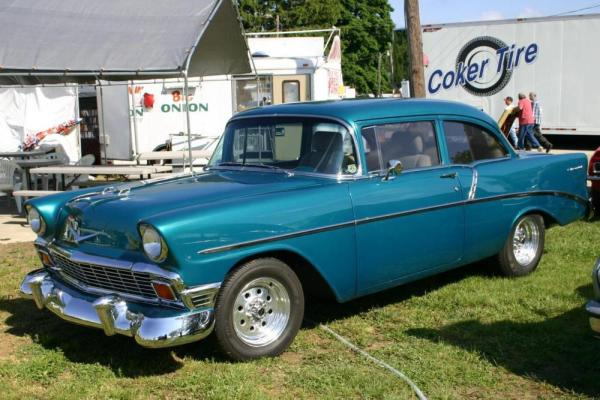
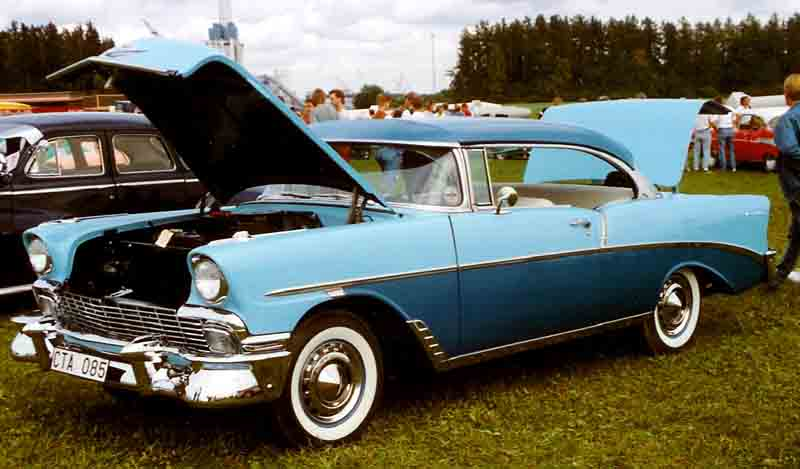
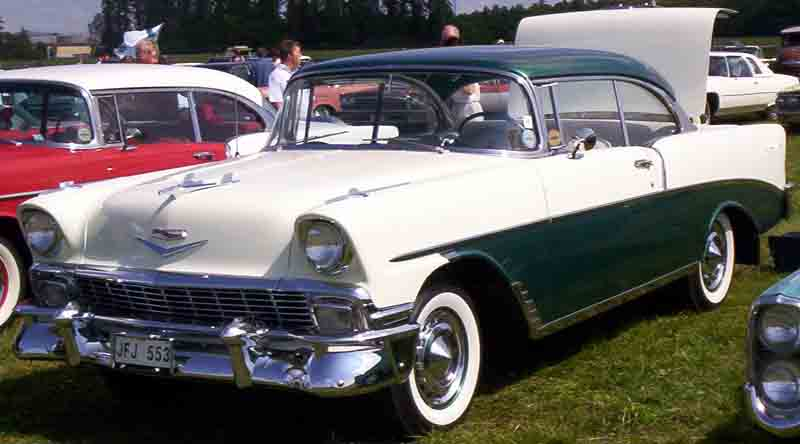
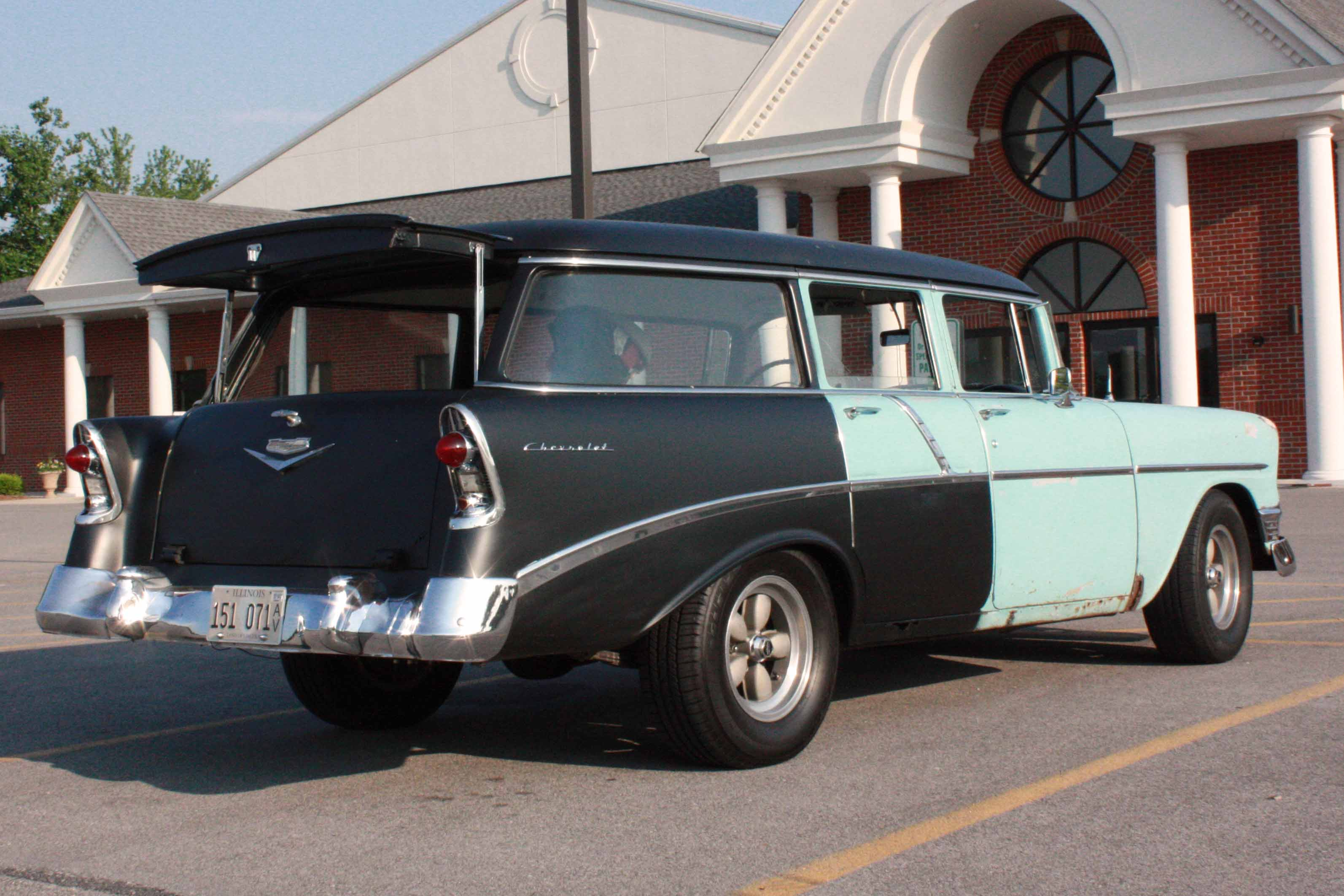
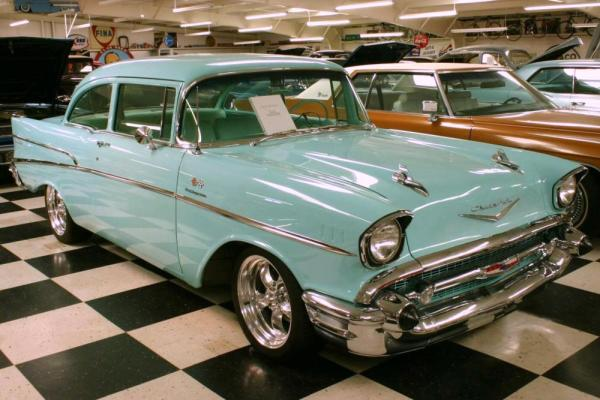